# 雪鐵龍C-Metisse
雪鐵龍C-Metisse是一輛法國雪鐵龍生產的油電混合概念車，全車以碳纖維打造車體，最初於2006年巴黎車展亮相，它是少見的柴油電力混合車輛，並能四輪獨立定位。不過，這並不是該公司第一輛油電混合車，早在2005年時就推出過雪鐵龍C4混合車版。

## 得獎紀錄
- 2006年路易威登LV品牌概念車大賽「最佳概念車大獎」。

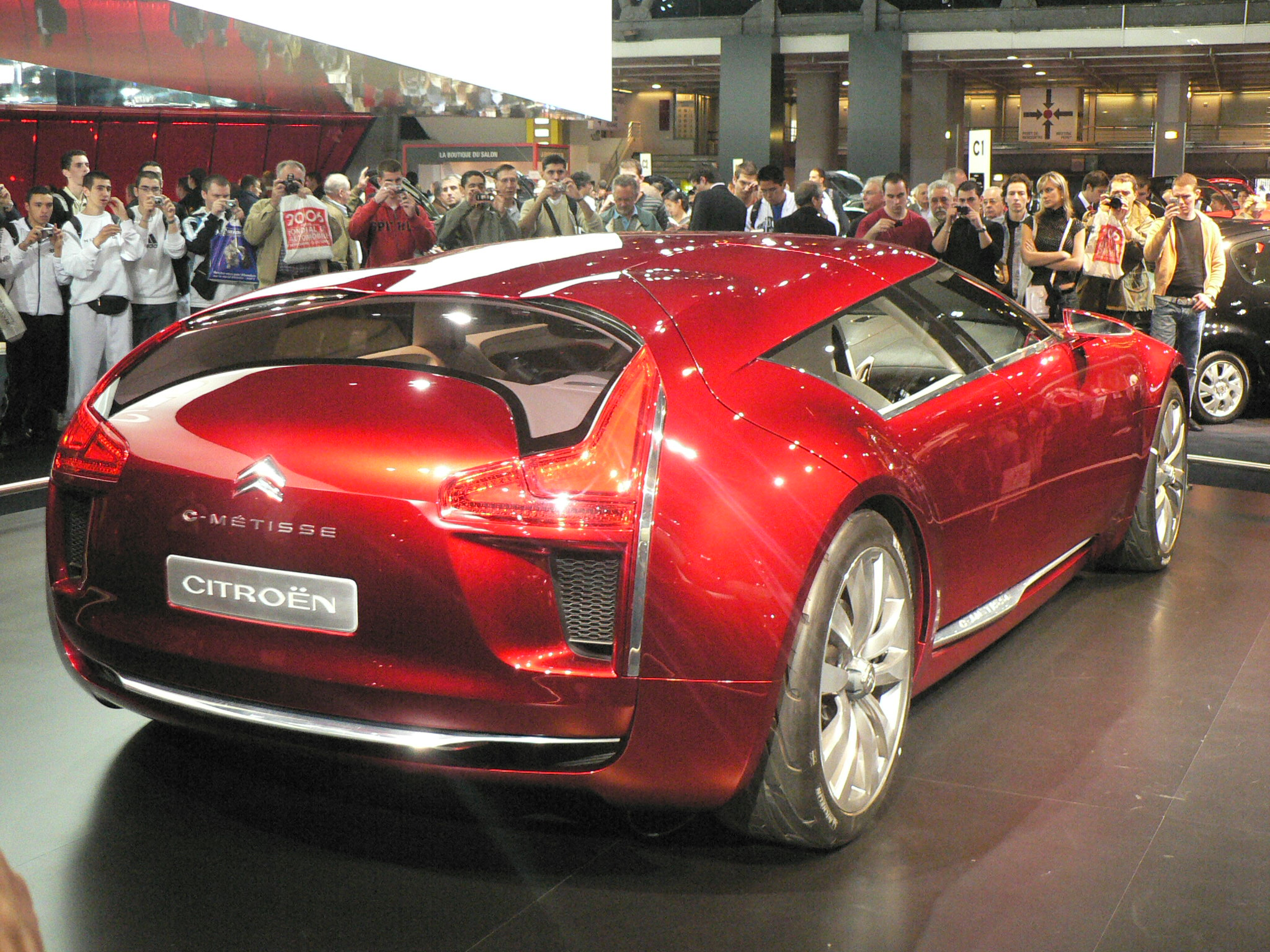
車尾
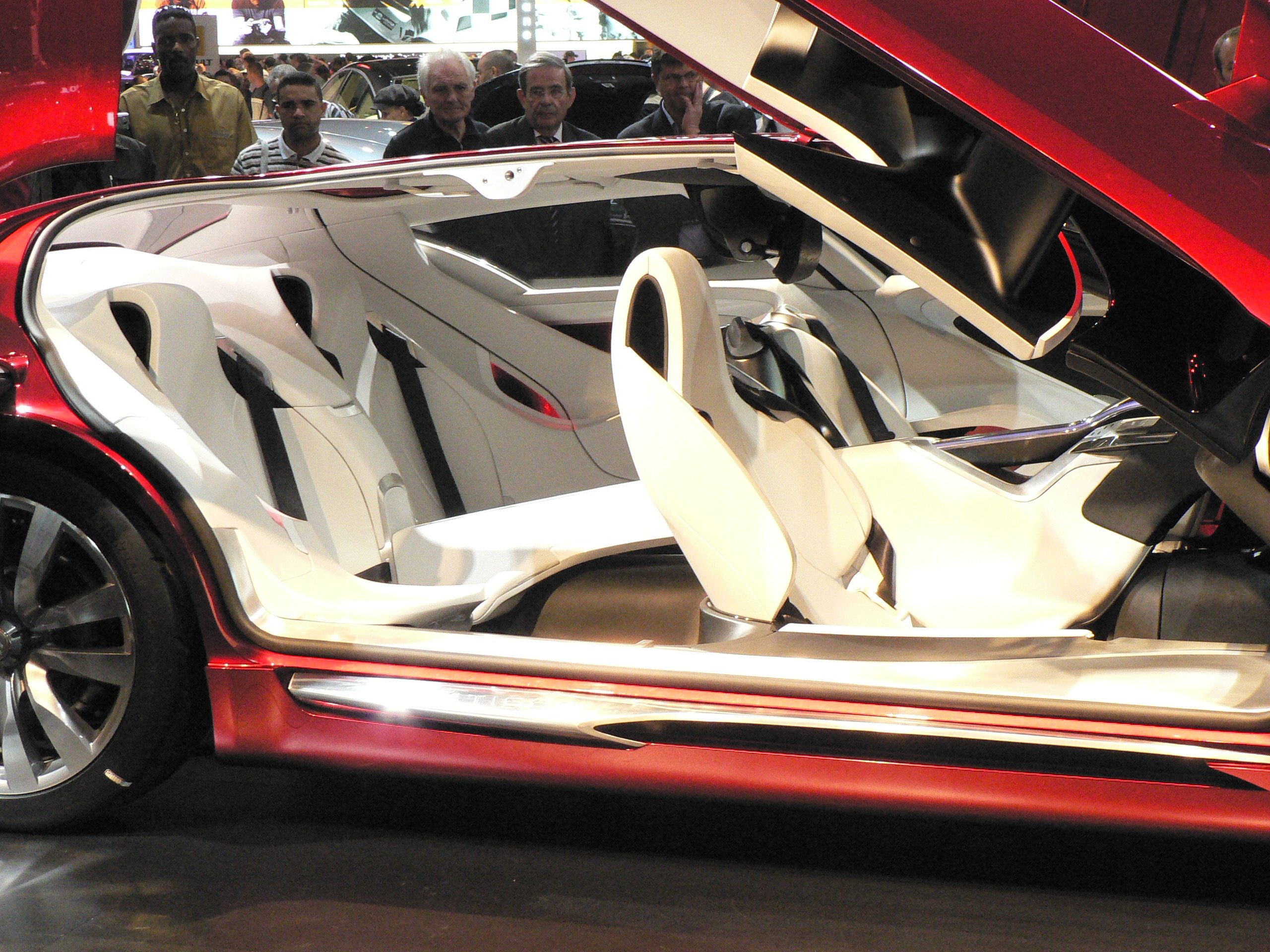
內裝
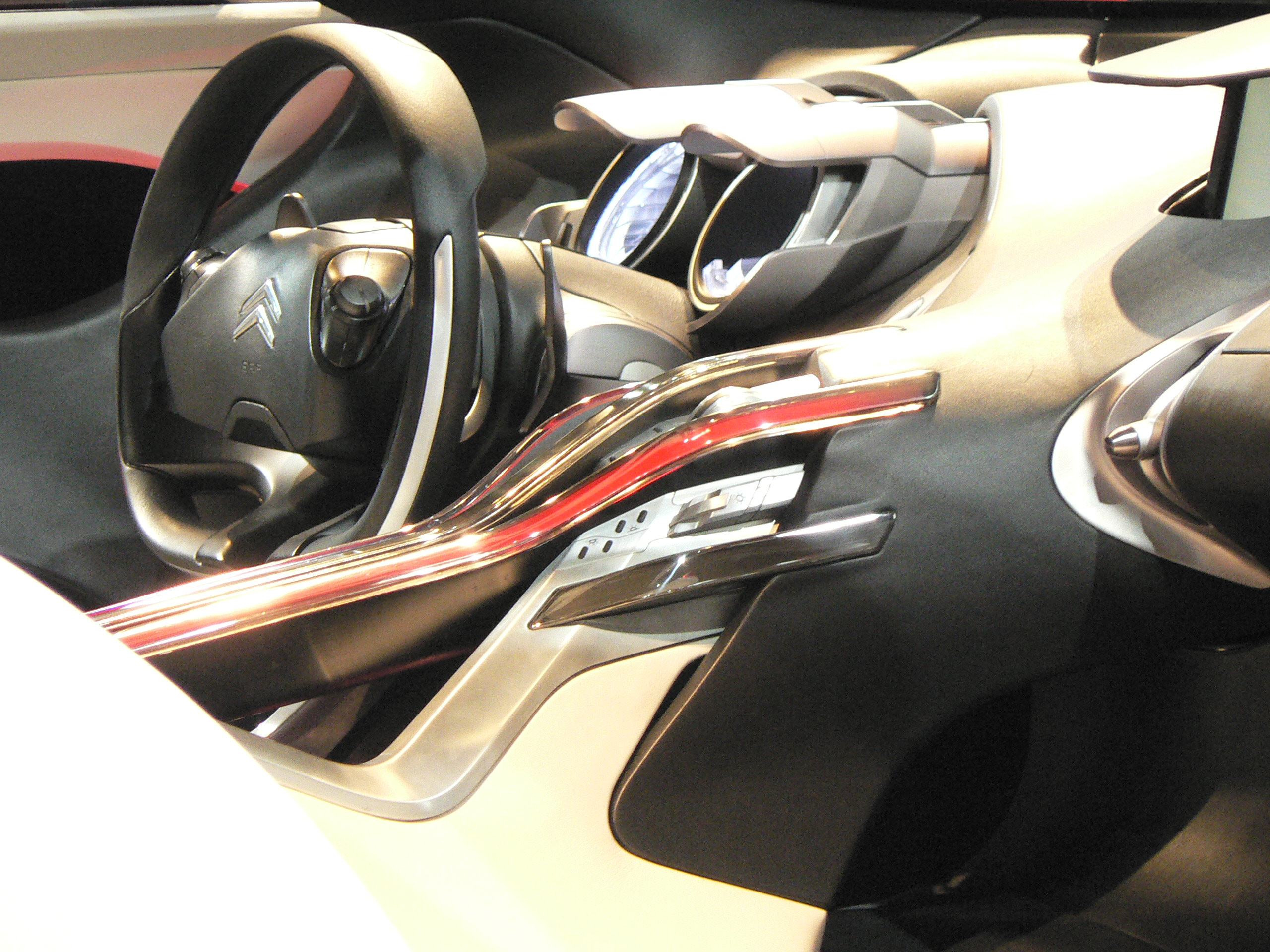
駕駛座

## 相關
- 標緻雪鐵龍集團

## 外部連結
- 雪鐵龍航向綠能新未來
- 汽車線上報導 （页面存档备份，存于）